# Martijje Lubbers
Martijje Lubbers (Grolloo, 8 februari 1979) is een Nederlandse jazzzangeres, componist en tekstschrijfster. Ze is geboren en getogen in Grolloo, Drenthe, en treedt op onder de naam Martijje. Na haar economiestudie aan de RUG volgde ze de zangstudie aan het conservatorium te Groningen.

## Biografie
Zij studeerde van 2002 tot 2006 aan het Conservatorium in Groningen bij Floor van Zutphen, Francien van Tuinen en Dena Derose. Martijje maakt 'Drentse Jazz', een concept dat ze bedacht in 2007. Haar eerste album 'Drezz' (een samentrekking van 'Drentse Jazz') kwam in mei 2009 uit. Haar tweede album 'Jamero' (zestien nieuwe Drentse kinderliedjes en bijbehorende educatief materiaal) kwam in 2011 uit. Van 2012 tot 2014 bracht zij vier singles uit: 'Zin An Lente', 'Zachiesan', 'Krummeltie' en 'Ik Wil Meer'. Het album 'Evenwicht' volgde in september 2015. Op dit derde album combineerde Martijje pop, jazz en samba met Drentse streektaal. Het centrale thema van dit album is 'verlangen'. In 2016 bracht ze opnieuw een kinderliedjespakket uit, samen met een aantal projectpartners. Dit project heet 'Het Jaor Deur Met Drentse Kinderliedties' en bestaat uit 20 nieuwe Drentse kinderliedjes voor de speciale gebeurtenissen in een jaar zoals kerst, Sinterklaas, schoolreis, verjaardag, vakantie en meer. De projectgroep organiseerde in december 2016 een songfestival voor kinderen met de liedjes uit Het Jaor Deur. In maart 2019 bracht zij een tweetalige single uit: Weg Van De Wereld (NL) of Vort Van De Wereld (Drents). Het liedje is een ode aan de hunebedden. In samenwerking met het Huus van de Taol bracht zij in februari 2020 een kinderliedjesalbum uit met als thema liedjes voor de vrijheid in het kader van 75 jaar bevrijding. In december 2020 kwam haar album Zicht uit, een combinatie van roots, blues, gospel en het Drents.

## Discografie
- Zicht (december 2020)
- Vrijheidsliedties (februari 2020)
- Het Jaor Deur (oktober 2016)
- Evenwicht (september 2015)
- Jamero (oktober 2011)
- Drezz (mei 2009)

- Nederlandse Thesaurus van Auteursnamen: 383995981
- Virtual International Authority File: 317164120